# Mads Langer (album)
Mads Langer  è il secondo album del cantante danese Mads Langer pubblicato dalla Copenaghen Records il 9 febbraio 2009.
I singoli estratti sono Wake Me Up in Time (31 dicembre 2008), Fact-Fiction (24 marzo 2009), Too Close (non presente nel CD, 7 settembre 2009) e You're Not Alone (25 giugno 2010), quello di maggior successo.

## Tracce
1. Judas Kiss – 3:59
2. Last Flower – 3:46
3. Say No More – 4:20
4. Killer – 3:55
5. Remains of You – 4:17
6. This Is How Love Is Made – 3:10
7. Wake Me Up in Time – 4:11
8. Fact-Fiction – 4:21
9. Beauty of the Dark – 3:59
10. Shine – 3:39
11. Helpless – 5:15
12. Forgotten Gardens – 4:38
13. All Things Beautiful – 5:32
14. You're Not Alone – 3:07